# Charles Maurras
Charles-Marie-Photius Maurras (Bouches-du-Rhône, 20 de abril de 1868 – 16 de novembro de 1952) foi um poeta monarquista francês, jornalista, dirigente e principal fundador do jornal nacionalista e germanófobo Action Française e teórico do nacionalismo integral.
Foi uma das figuras principais do movimento anti-Dreyfusard.
Salazar estudou as suas ideias, que confessou terem tido relevante influência na sua formação política.
Foi um grande ideólogo e exerceu alguma influência sobre movimentos nacionalistas como o Integralismo Lusitano e o Patrianovismo, e alguns autores integralistas brasileiros, como Félix Contreiras Rodrigues e Gustavo Barroso. No entanto, sendo contra o nacional-socialismo e anti-nazista, colaborou com o governo fantoche de Vichy, mais por desgosto a figura de De Gaulle e seus aliados, e também devido a sua lealdade ao Marechal Pétain.

## Pensamento Político de Maurras
As ideias centrais do pensamento político de Maurras eram um intenso nacionalismo (que ele descreveu como um "nacionalismo integral") e uma crença numa sociedade ordenada. Estas eram as bases para o seu apoio à monarquia e à Igreja Católica Romana.
Como muitas pessoas na Europa do seu tempo, ele foi assolado pela ideia da decadência, em parte inspirado pelas leituras de Hippolyte Taine e Ernest Renan.
Ele achava que a França perdera a sua grandeza com a Revolução Francesa de 1789, uma grandeza herdada das raízes clássicas romanas e desenvolvida, como ele disse, por "quarenta reis que fizeram a França em mil anos".
A Revolução, como escreveu no Observateur français, foi uma revolta, uma obra negativa e destrutiva.
Ele viu neste declínio o resultado do Iluminismo e da Reforma Protestante; ele descreveu a fonte deste mal como "Ideias Suíças", uma referência a Jean-Jacques Rousseau e João Calvino.
Ele colocou as culpas naquilo a que chamou a "Anti-França", definida como os "quatro estados confederados de Protestantes, Judeus, Mações e estrangeiros". De facto, para ele, os primeiros três já eram todos uma forma de estrangeiros internos.
O Anti-Semitismo e anti-Protestantismo eram temas comuns nas suas escritas. Ele achava que a Reforma, O Iluminismo e a Revolução tinham todos contribuído para que os indivíduos se colocassem à frente da nação, com consequentes efeitos negativos nesta última. Segundo ele, a democracia e o liberalismo continuavam a fazer as coisas ainda pior.
Durante a Primeira Guerra Mundial, o empresário judeu Emile Ullman foi forçado a demitir-se do conselho de administração do "Comptoir d'Escompte" após Maurras lhe ter chamado de agente do Kaiser Wilhelm II da Alemanha.
Apesar de que as soluções políticas que ele advogava serem não muito distantes das dos monarquistas franceses, de muitas maneiras Maurras não se incorporava na tradição monarquista na França.
As suas visões - pelo menos era o que ele dizia - eram baseadas na razão e não tanto no sentimento, lealdade e fé. Aliás, tal como muitos líderes da Terceira República Francesa que ele detestava, Maurras era também um admirador do filósofo Augusto Comte.
Enquanto que a maioria dos monarquistas se recusava a envolver na acção política - por esta altura muitos tinham recuado para um Catolicismo intransigentemente conservador e uma indiferença para com os acontecimentos do mundo, que eles viam agora como irremediavelmente perigosos - Maurras estava preparado para se envolver na acção política, seja ela convencional ou não convencional (os Camelots du Roi, grupo para-militar da Action Française, envolviam-se frequentemente em violência nas ruas).
Ele adoptou a frase "La politique d'abord" (política primeiro) como o seu slogan, querendo significar "política religiosa em primeiro lugar". Com isto ele dizia apoiar a Igreja Católica porque ela estava intimamente ligada com a história Francesa e porque a sua estrutura hierárquica e distinta elite clerical eram para si o espelho de uma sociedade ideal. A Igreja Católica em França era, na sua opinião, a argamassa que mantinha a nação unida.
No entanto, ele desconfiava dos evangelhos, escritos, como ele o colocou, "por 4 obscuros Judeus" (Le Chemin du Paradis, 1894) e admirava a Igreja por ter, na sua opinião, conseguido esconder muitos dos ensinamentos perigosos da Bíblia. De facto, ele advogava um Catolicismo sem Cristandade, tanto quanto possível.
Apesar disto, ele gozou de um grande apoio entre católicos e monárquicos, incluindo os orleanistas, de cujo pretendente ele recebeu o apoio directo.
No entanto, o seu agnosticismo era motivo de insatisfação por partes da hierarquia católica, e em 1926 alguns dos seus livros foram incluídos no Index Librorum Prohibitorum pelo Papa Pio XI (o movimento Action Française como um todo foi condenado ao mesmo tempo e Maurras excomungado) — um grande choque para muitos dos seus seguidores, incluindo um número considerável do sacerdócio francês.

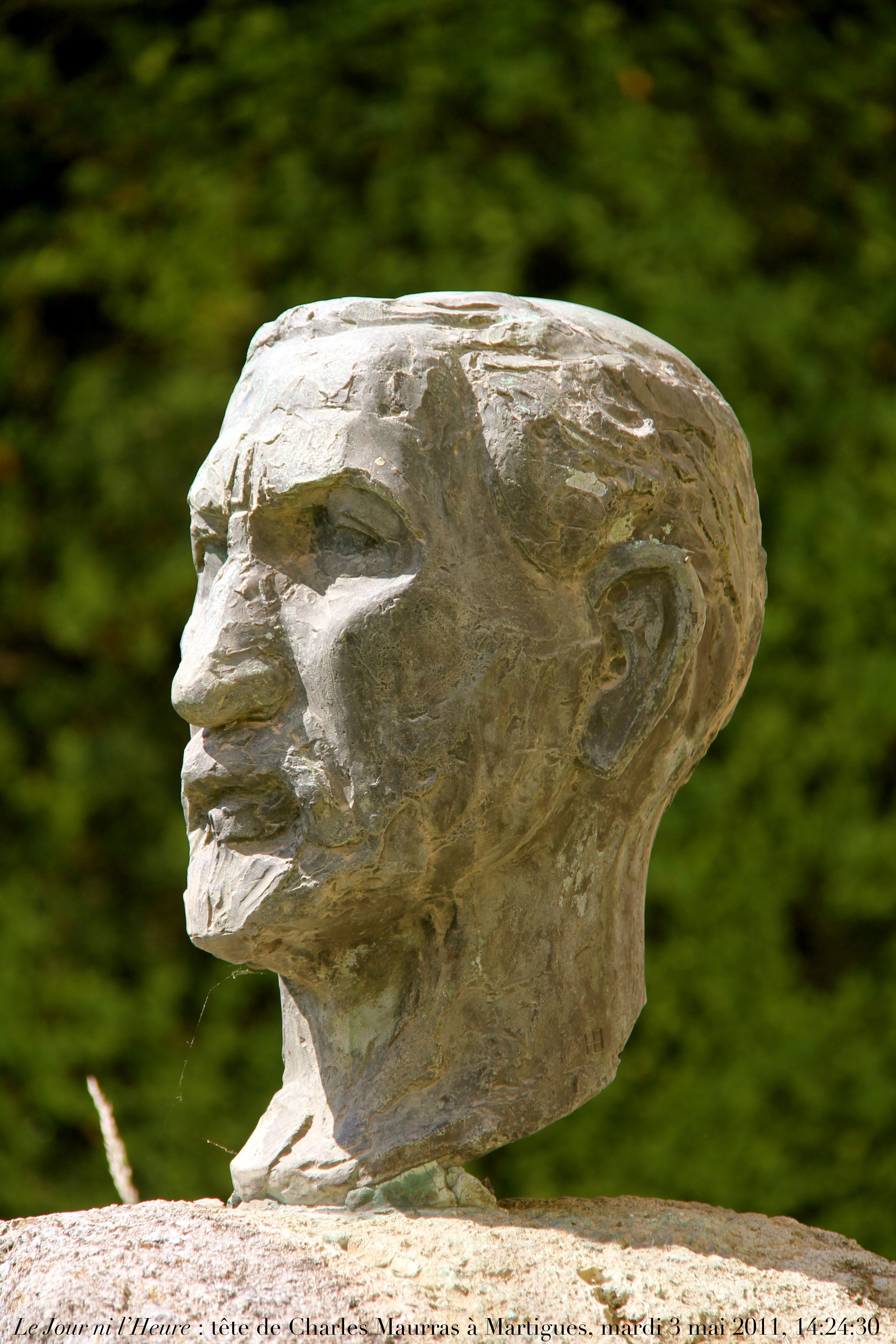
Busto de Charles Maurras em Bocas do Ródano, Provença.

## Obra
- 1889: Théodore Aubanel
- 1891: Jean Moréas
- 1894: Le Chemin du Paradis, mythes et fabliaux
- 1896-1899: Le voyage d'Athènes
- 1898: L'idée de décentralisation
- 1899: Trois idées politiques: Chateaubriand, Michelet, Sainte-Beuve
- 1900: Enquête sur la monarchie
- 1901: Anthinéa: d'Athènes à Florence
- 1902: Les Amants de Venise, George Sand et Musset
- 1905: L'Avenir de l'intelligence
- 1906: Le Dilemme de Marc Sangnier
- 1910: Kiel et Tanger
- 1912: La Politique religieuse
- 1914: L'Action française et la religion catholique
- 1915: L'Étang de Berre
- 1916: Quand les Français ne s'aimaient pas
- 1916-1918: Les Conditions de la victoire, 4 volumes
- 1921: Tombeaux
- 1922: Inscriptions
- 1923: Poètes
- 1924: L'Allée des philosophes
- 1925: La Musique intérieure
- 1925: Barbárie et poésie
- 1927: Lorsque Hugo eut les cent ans
- 1928: Le prince des nuées.
- 1928: Un débat sur le romantisme
- 1928: Vers un art intellectuel
- 1929: Corps glorieux ou Vertu de la perfection.
- 1929: Promenade italienne
- 1929: Napoléon pour ou contre la France
- 1930: De Démos à César
- 1930: Corse et Provence
- 1930: Quatre nuits de Provence
- 1931: Triptyque de Paul Bourget
- 1931: Le Quadrilatère
- 1931: Au signe de Flore
- 1932: Heures immortelles
- 1932-1933: Dictionnaire politique et critique, 5 volumes
- 1935: Prologue d'un essai sur la critique
- 1937: Quatre poèmes d'Eurydice
- 1937: L'amitié de Platon
- 1937: Jacques Bainville et Paul Bourget
- 1937: Les vergers sur la mer.
- 1937: Jeanne d'Arc, Louis XIV, Napoléon
- 1937: Devant l'Allemagne éternelle
- 1937: Mes idées politiques
- 1940: Pages africaines
- 1941: Sous la muraille des cyprès
- 1941: Mistral
- 1941: La seule France
- 1942: De la colère à la justice
- 1943: Pour un réveil français
- 1944: Poésie et vérité
- 1944: Paysages mistraliens
- 1944: Le Pain et le Vin
- 1945: Au-devant de la nuit
- 1945: L'Allemagne et nous
- 1947: Les Deux Justices ou Notre J'accuse
- 1948: L'Ordre et le Désordre
- 1948: Maurice Barrès
- 1948: Une promotion de Judas
- 1948: Réponse à André Gide
- 1949: Au Grand Juge de France
- 1949: Le Cintre de Riom
- 1950: Mon jardin qui s'est souvenu 1950
- 1951: Tragi-comédie de ma surdité
- 1951: Vérité, justice, patrie (with Maurice Pujo)
- 1952: À mes vieux oliviers
- 1952: La Balance intérieure
- 1952: Le Beau Jeu des reviviscences
- 1952: Le Bienheureux Pie X, sauveur de la France
- 1953: Pascal puni (published posthumously)
- 1958: Lettres de prison (1944-1952) (published posthumously)
- 1966: Lettres passe-murailles, correspondance échangée avec Xavier Vallat (1950-1952) (published posthumously)